# 日本狼
日本狼（學名：Canis lupus hodophilax）又稱 本州狼，是一個已滅絕的狼亞種，曾分佈於日本本州島、四國島和九州島，因被人類大量獵殺而在 1905 年判定滅絕，儘管该亚种未列入 IUCN 红皮书，據信為體型最小的狼。其學名轉化自希腊文单词 Hodos（道路）和 phylax（保衛者），來源於日本民間傳說，在傳說中狼被描繪成了旅行者的守護神。日語中「狼」的發音也與「大神」相同，因此也有以日本狼為主角的遊戲《大神》。
本州狼是生活在日本的兩個狼亞種之一，另一個亞種為北海道狼，分佈於北海道等地，早在 1889 年便已滅絕。